# Astomaspis ruficornis
Astomaspis ruficornis är en stekelart som först beskrevs av Turner 1919.  Astomaspis ruficornis ingår i släktet Astomaspis och familjen brokparasitsteklar. Inga underarter finns listade.